# 填充率
填充率可以分為：像素填充率、纹理填充率、多邊形填充率。
像素填充率指的是GPU在一秒內可以渲染到屏幕並寫入顯示記憶體的像素數量，紋理填充率指的是GPU可以在一秒內映射到像素的紋理貼圖元素（紋理元素）的數量。
像素填充率以百萬像素/秒（早期）或千兆像素/秒為單位，透過將圖形處理器單元的時脈速率乘以光柵輸出單元（ROP）的數量來獲得。
紋理填充率以百萬纹素/秒（早期）或千兆纹素/秒為單位，將圖形處理單元的時脈速率乘以紋理映射單元（TMU）的數量來獲得紋理填充率。然而，關於如何計算和報告填充率沒有完全一致的意見。其他可能的方法是：將像素管線的數量乘以時脈速率。這些乘法的結果為理論數字，實際填充率會被許多其它因素影響（例如顯示記憶體的規格）。過去，填充率被ATI和NVIDIA等顯示卡製造商用作性能指標，但是隨著圖形應用程序瓶頸的轉移，填充率作為衡量性能的重要性下降了，統一著色器處理單元的數量和速度越來越受到關注。
當一系列場景非常複雜時，每個場景必須繪製許多像素，該場景的幀速率可能會下降。在設計圖形密集型應用程序時，可以通過查看應用程序在以較低分辨率或較小視窗運行時幀速率是否顯著增加來判斷應用程序是否為填充單元滿載（或着色器滿載）。

## 另見
- 计算机图形
- 圖形處理器
- 像素着色引擎